# Juan Posadas
J. Posadas, plus communément mais improprement appelé Juan Posadas, est le pseudonyme de Homero Rómulo Cristalli Frasnelli, homme politique trotskiste et écrivain argentin, né en 1912 en Argentine et décédé le 14 mai 1981 à Rome en Italie.

## Biographie
J. Posadas commence son activité militante en Argentine comme dirigeant syndical ouvrier et adopte rapidement les idées de Léon Trotsky, notamment au contact de la Liga Obrera Revolucionaria, dirigée par Liborio Justo, principal introducteur du trotskisme en Argentine. En 1947, il organise le GCI, Grupo cuarta internacional (Groupe Quatrième Internationale) et fonde le POR (T) - Parti ouvrier révolutionnaire (trotskiste) et son journal Voz proletaria (Voix prolétarienne) à la lumière du processus péroniste et des débuts du nationalisme révolutionnaire. Posadas et ses camarades forment un courant qui, dès 1945, à la lumière du nouvel ordre mondial issu de la guerre, essaye de comprendre le phénomène péroniste et cherche à s’implanter dans la classe ouvrière et le mouvement syndical sans perdre son identité trotskiste et en y défendant son programme et une perspective internationaliste. À partir de là, il développe des sections trotskystes dans plusieurs pays d’Amérique Latine et forme le BLA (Bureau latino-américain de la Quatrième internationale).
Le POR (T) est reconnu comme section argentine de la Quatrième internationale au congrès mondial de 1951. Dès lors, le POR (T) et le Bureau latino-américain (BLA) dirigés par Posadas travaillent en étroite collaboration avec la direction de la Quatrième internationale et son dirigeant Michel Raptis (dit « Pablo »), dont il partage la même sensibilité à l'égard de la « révolution coloniale » et la conviction que l'orientation de l'Internationale doit se tourner vers la construction d'un parti mondial dont les sections nationales seront insérées dans le mouvement des masses.
Posadas participe au secrétariat International de l’organisation jusqu’en 1962, date à laquelle il rompt avec la majorité pabliste qui entendait engager essentiellement la Quatrième internationale sur le front de la décolonisation, considéré par Posadas comme secondaire par rapport à l'objectif révolutionnaire final et qui entend concentrer les efforts des trotskystes sur l'Amérique latine, dont la situation globale lui apparaît plus propice à une explosion révolutionnaire. Une autre raison évoquée pour cette séparation est la question de l'arme nucléaire, les posadistes estimant que la possession de celle-ci a le potentiel de faire avancer la cause socialiste.
L’arrestation aux Pays-Bas, le 10 juin 1960, des dirigeants de l'Internationale Michel Raptis et Sal Santen, du fait de leur engagement aux côtés du FLN algérien (trafic d'armes et fabrication de fausse monnaie française pour alimenter le compte du FLN en Suisse), marque un tournant et le début du relâchement des liens. En 1962, le BLA convoque une conférence internationale à Montevideo et se sépare publiquement de la Quatrième internationale. Ses partisans se regroupent alors au sein de leur propre Internationale, la Quatrième internationale posadiste.
Le principe de la révolution permanente, élaboré par Trotsky, y est débattu et enrichi par la manière dont J. Posadas a compris certains éléments du nationalisme révolutionnaire à partir de ses origines dans le péronisme en Argentine, puis dans toute l’Amérique Latine et de nombreux pays du monde qui se libéraient de l’oppression coloniale.
L’apport essentiel de J. Posadas consiste à comprendre ces mouvements, tels qu’ils se développaient alors, comme une partie de la révolution après la Seconde Guerre mondiale, dont le centre reste toujours, selon lui, l’Union soviétique. La défense inconditionnelle de « l’État ouvrier » a toujours guidé sa pensée et son action. C’est sur cette base qu’il élabore les concepts de « régénérescence partielle de l’État ouvrier » ou de « l’inévitabilité de la guerre atomique » et apporte ses vues à l'analyse de l’État révolutionnaire et de l’antagonisme historique entre le capitalisme et les États ouvriers.
Dans le domaine de l’art, de la science et de la culture en général, J. Posadas a laissé de nombreux écrits visant à approfondir la conception marxiste des relations humaines et de l'avenir communiste de l’humanité. Il a été remarqué (et souvent caricaturé et moqué) pour ses écrits sur les ovnis, notamment son fameux texte intitulé Les Soucoupes volantes, le processus de la matière et de l’énergie, la science et le socialisme, publié en 1968, ou ceux évoquant le dialogue avec certaines espèces animales comme les dauphins, la possibilité du clonage, la parthénogenèse ou la procréation par insémination artificielle. Ces différentes prises de position ont largement contribué à discréditer J. Posadas et son Internationale. Par la suite, elles sont néanmoins reprises par certains tenants du nouvel âge.

## Publications
- L'Union soviétique, ECCP.
- L’Échec des objectifs contre-révolutionnaires de l’impérialisme et d’Israël, J. Posadas Publications, 1967.
- Répondre à la guerre réactionnaire d’Israël dirigée par l’impérialisme yankee par la guerre de libération socialiste du Moyen Orient, J. Posadas Publications, 1967.
- La Construction de l'État ouvrier et de l'État ouvrier au socialisme, Ediciones Revista Marxista Latinoamericana, 1968.
- La Science spatiale, la fonction historique des États ouvriers et la construction du socialisme, Ediciones Revista Marxista Latinoamericana, 1971.
- Le Coup d'État et les Perspectives de la lutte de classes en Argentine, ECCP, 1976.
- Espagne : le Régionalisme, la lutte de classes et le socialisme, J. Posadas Publications, 1978.
- (es) El pensamiento vivo de Trotsky (La Pensée vivante de Trostky), Costa-Amic Editor, 1979.
- Les Soucoupes volantes, le processus de la matière et de l'énergie, la science, la lutte de classes et révolutionnaire et le futur socialiste de l'humanité (1968), Éditions Revue Marxiste, 1978.
- Les Enseignements de la Pologne, Éditions Science, culture et politique, 1981.
- La Crise des dictatures et le Processus en Argentine, ECCP, 1981.
- (en) Revolutionary State and Transition to Socialism, Scientific, Cultural and Political Editions, London, 2014.
- Textes choisis, 1962-1980, suivi du manifeste du Marxist Ufologist Group, Scriberus Club Éditions, 2018.